# Websterinereis glauca
Websterinereis glauca är en ringmaskart som först beskrevs av Jean Louis René Antoine Édouard Claparède 1870.  Websterinereis glauca ingår i släktet Websterinereis och familjen Nereididae. Arten har ej påträffats i Sverige. Inga underarter finns listade i Catalogue of Life.